# ロバート・ハイシュ

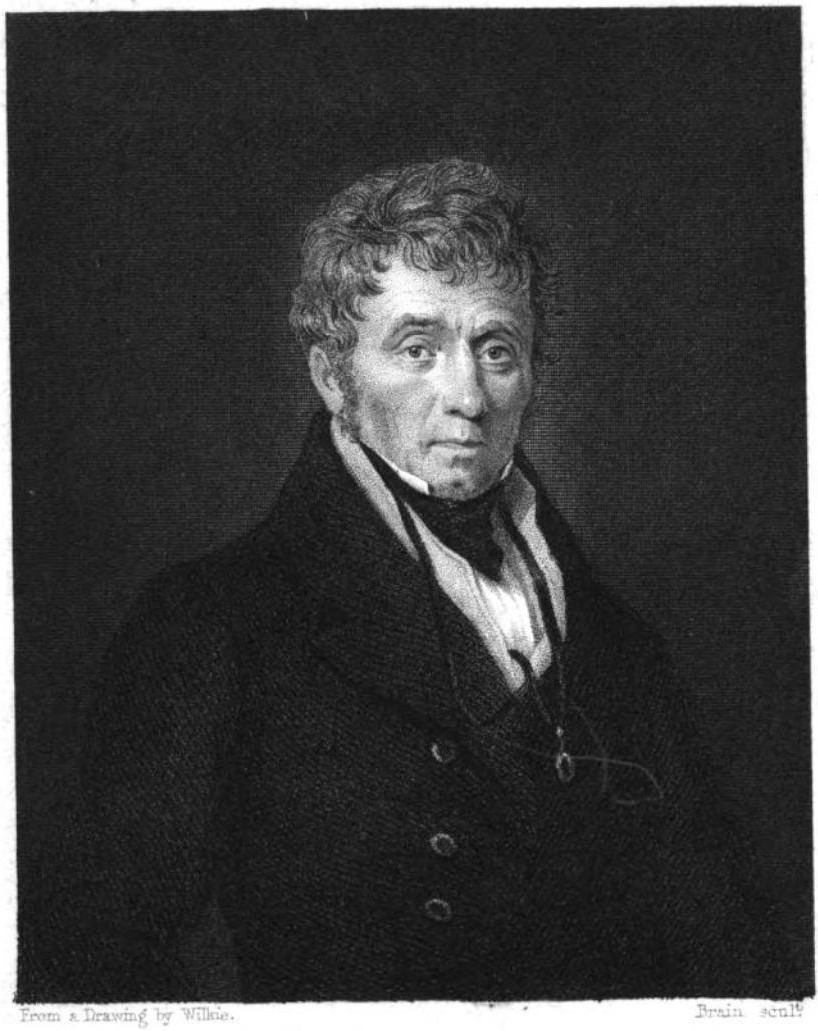
1844年の著作の冒頭に掲示された、ハイシュの肖像画。

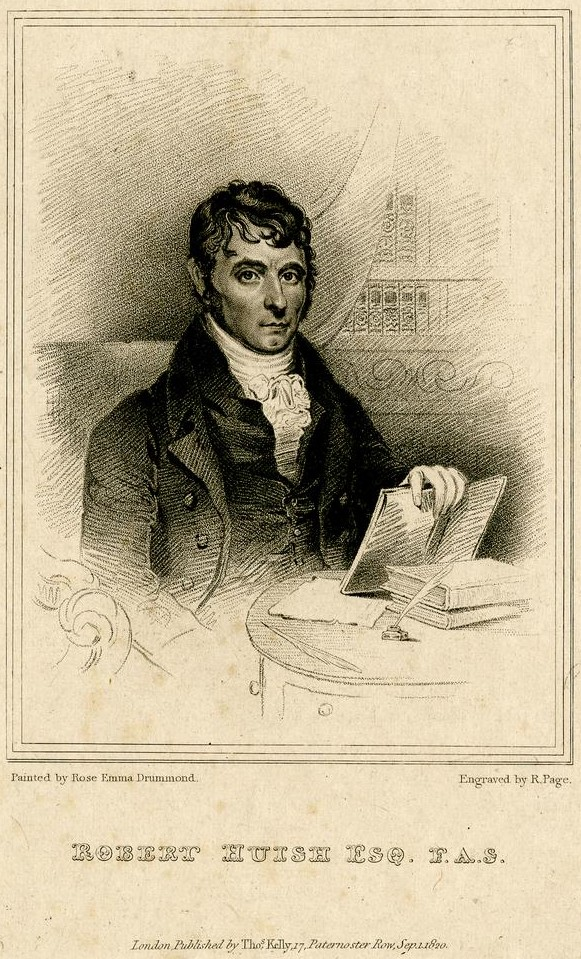
ハイシュの肖像が描かれた版画、1820年9月1日出版。

ロバート・ハイシュ（英語: Robert Huish、1777年 - 1850年4月）は、イギリスの作家。多作であり、小説、詩作、歴史に関する著作、ドイツ語書籍の翻訳など幅広い分野の著作を手がけたが、最も著名な著作は養蜂に関するものだった。

## 生涯
マーク・ハイシュ（Mark Huish）の息子として、1777年にノッティンガムで生まれ、同地で洗礼を受けた。フランクフルト・アム・マインでドイツ語とフランス語に関する知識を得たのち、中央ヨーロッパ、スカンディナヴィア諸国、ロシア帝国を旅した。
1815年にはじめて養蜂に関する著作『A Treatise on the Nature, Economy, and Practical Management of Bees』を書き、1817年、1842年、1844年に第2から第4版を出版した。オックスフォード英国人名事典はこれを19世紀初の養蜂に関する貴重な著作として評価した。1844年の第4版ではフランソワ・ユーベルの「34の誤り」を挙げているが、オックスフォード英国人名事典ではハイシュのほうが誤りだとして、むしろユーベルの貢献を明らかにしたと評している。
イギリス養蜂協会（British Apiarian Society）に加入して、協会の名誉秘書として1819年にパンフレットを出版した。
ジョン・デブレットから出版業者トマス・ケリー（Thomas Kelly）を紹介され、ケリーはハイシュに著作を依頼したが、デブレットはハイシュに90ポンドの紹介費を要求した。ハイシュは75ポンドしか支払えず、1819年に逮捕された。デブレットの死後、ハイシュは一旦釈放されたが、今度はデブレットの債権者が取り立てにきて、ハイシュは再逮捕された。
1850年4月にケンバーウェルで死去した。死後、妻マリア・ペティ・ハイシュ（Maria Petty Huish）がハイシュの遺領を管理した。

## 著作
特記がない限り、本節の出典は英国人名事典。
- A Treatise on the Nature, Economy, and Practical Management of Bees（1815年、ロンドン、八折り判）
- Memoirs of her late Royal Highness Princess Charlotte Augusta（1818年、八折り判） - 同年に増補巻を出版
- Rules of the British Apiarian Society（1819年、パンフレット）
- Instructions for Using the Huish Hive（1819年、パンフレット、1822年に第2版）
- The Public and Private Life of George III（1821年、四折り判（英語版））
- An Authentic History of the Coronation of George IV（1821年）
- Memoirs of Caroline, Queen of Great Britain（1821年、2巻、十二折り判）
- Authentic Memoir of ... Frederick, Duke of York and Albany（1827年、八折り判）
- Memoirs of George IV（1830年、ロンドン、2巻）
- The Historical Galleries of Celebrated Men（1830年、1巻のみ刊行）
- The Wonders of the Animal Kingdom（1830年、ロンドン）
- The Last Voyage of Captain Sir John Ross ... to the Arctic Regions in 1829-33（1835年、ロンドン）
- The Travels of Richard and John Lander . . . into the interior of Africa（1835年）
- A Narrative of the Voyages of ... Captain Beechey to the Pacific and Behring's Straits（1836年、ロンドン）
- The History of the Private and Political Life of Henry Hunt, Esq., his Times and Co-temporaries（1836年）
- Memoirs of William Cobbett, Esq.（1836年、2巻）
- The Memoirs, Private and Political, of Daniel O'Connell（1836年）
- The History of the Life and Reign of William IV, the Reform Monarch of England（1837年）
- The Natural History and General Management of Bees（1844年）
- The Progress of Crime; or, Authentic Memoirs of Marie Manning（1849年、八折り判）